# Schmetterlingskegel
Der Schmetterlingskegel oder die Schmetterlings-Kegelschnecke (Conus pulcher, „schöner Kegel“, Synonyme Conus papilionaceus, „Schmetterlingskegel“ und Conus prometheus, beide Hwass in Bruguière, 1792) ist eine Schnecke aus der Familie der Kegelschnecken (Gattung Conus), die im östlichen Atlantischen Ozean an der Küste Westafrikas verbreitet ist. Sie gilt als die größte rezente Kegelschneckenart der Erde.

## Merkmale
Conus pulcher trägt ein sehr großes, oft leichtes Schneckenhaus, das bei ausgewachsenen Schnecken bis über 25 cm, wenn auch meist nur 10 bis 15 cm Länge erreicht. Der Umriss des kegelförmigen Körperumgangs ist gerade. Das gefurchte Gewinde ist flach bis mittelhoch mit einem leicht angehobenen bis stark zugespitzten Apex und flachen bis schwach konkaven Umgängen und feinen Axialstreifen sowie schwachen Spiralfäden. Die Gehäusemündung ist schmal und an der Basis etwas breiter als an der Schulter, ihre äußere Lippe nicht erweitert, kräftig und in der Mitte glatt gebogen. Mit Ausnahme von Zuwachsstreifen ist die Oberfläche des Körperumgangs glatt. Die Oberfläche des Gehäuses ist weiß bis kremfarben und mit zahlreichen Reihen heller bis dunkler kastanienbrauner kurzer Striche und Punkte verziert. Das Innere der Gehäusemündung ist weiß, doch können mitunter die äußeren braunen Flecken durchscheinen.

## Verbreitung und Lebensraum
Conus pulcher ist im östlichen Atlantischen Ozean um Madeira und die Kanarischen Inseln sowie an der gesamten Küste Westafrikas von Westsahara bis nach Angola verbreitet. Er lebt in der Gezeitenzone und etwas darunter bis in Meerestiefen unter 50 m sowohl auf weichen, sandigen als auch auf harten Untergründen.

## Ernährung
Fressverhalten und Beute von Conus pulcher sind bisher nicht direkt untersucht worden. Als seine Nahrung werden bei J. M. Poutiers (2016) Schnecken angegeben, doch andere Arten der westafrikanischen Untergattung Kalloconus, so Conus ateralbus, fressen Vielborster (Polychaeta).